# Äquivalenz (Patentwesen)
Äquivalenz ist ein Begriff zum Schutzbereich von Patenten betreffend Produkte, die verglichen mit einem Patent abgewandelt sind.

## Regelungsgehalt
Alle großen Patentsysteme der Welt bestimmen, dass der Schutzbereich eines Patents von dessen Patentansprüchen bestimmt wird. Der Schutzbereich europäischer Patente bestimmt sich nach Art. 69 EPÜ. Weitergehende Ausgestaltungen wurden durch die Rechtsprechung entwickelt. Ausgedrückt durch Verletzungstatbestände unterscheidet sie zwischen unmittelbarer und mittelbarer Patentverletzung und in der unmittelbaren Patentverletzung zwischen identischer und äquivalenter Patentverletzung und Teilschutz.
Bei der äquivalenten Patentverletzung weist ein angegriffenes Produkt alle Merkmale des jeweiligen Patentanspruchs entweder identisch oder äquivalent abgewandelt auf. „Äquivalent“ bedeutet in diesem Zusammenhang „gleichwirkend“. Die äquivalente Abwandlung wird nicht weitreichend oder großzügig zugelassen, denn sie stünde, wenn großzügig zugelassen, dem Gebot der Rechtssicherheit entgegen. Eine Abwandlung wird nur als äquivalente Verletzung anerkannt, wenn sie sich für einen Fachmann im Metier durch einfache Überlegungen unmittelbar ergeben.

## Abgrenzung
Ein anderer auf Ähnlichkeiten abstellender Begriff ist der des Naheliegens. Er ist aber nicht im Verletzungskontext relevant, sondern für die Frage der Patentfähigkeit einer Erfindung im Rahmen des Kriteriums erfinderische Tätigkeit.
Manchmal werden auch Mitglieder einer Patentfamilie als „Äquivalente“ bezeichnet. Auch diese Bedeutung hat mit dem Begriff aus dem Verletzungsrecht nichts zu tun.

## Beispiel
Die Frage, ob ein Element äquivalent zu einem anderen ist, ist kontextabhängig. Ein Nagel kann äquivalent zu einer Schraube sein, wenn es nur auf Scherkräfte ankommt. Wenn dagegen auch Zugkräfte eine Rolle spielen, kann ein Nagel nicht äquivalent zu einer Schraube sein, denn ein Nagel kann weniger Zugkräfte aufnehmen als eine Schraube, so dass er nicht gleichwirkend zu ihr ist.

## Ausnahme
Ein einfach abgewandeltes Produkt wird nicht als verletzend angesehen, wenn es gegenüber dem Stand der Technik keine patentwürdige Erfindung ist.